# Cimitero militare tedesco di Costermano
Il cimitero militare tedesco di Costermano si trova in una zona collinare sulla riva orientale del lago di Garda nel comune di Costermano.
In questo cimitero sono raccolte le salme di 22.028 caduti tedeschi e non solo, della seconda guerra mondiale, tratte dai cimiteri di guerra e da altri luoghi di sepoltura dell'Italia settentrionale. Tra i soldati qui inumati vi è Franz Gall, generale di divisione della Wehrmacht.
Ha suscitato polemiche la presenza nel cimitero di 43 ufficiali delle SS e di circa cinquecento fra sottufficiali e militi della stessa formazione, alcuni dei quali responsabili di gravissimi crimini contro l'umanità. Fra di essi il tristemente celebre Christian Wirth. Per tale motivo, nel 2006 il console tedesco a Milano, Axel Hartmann, il quale ha dichiarato che il cimitero vuole essere «un luogo di coscienza e ricordo, ma anche di ammonimento".

## Storia
È stato costruito tra il 1956 ed il 1967, su progetto dell'architetto di Monaco Robert Tischler, anno nel quale venne aperto a maggio al pubblico. È gestito dall'associazione umanitaria tedesca Volksbund Deutsche Kriegsgräberfürsorge e.V.  su incarico del Governo federale, che si occupa del rilevamento delle tombe dei caduti germanici all'estero, al loro mantenimento e cura.

## Struttura

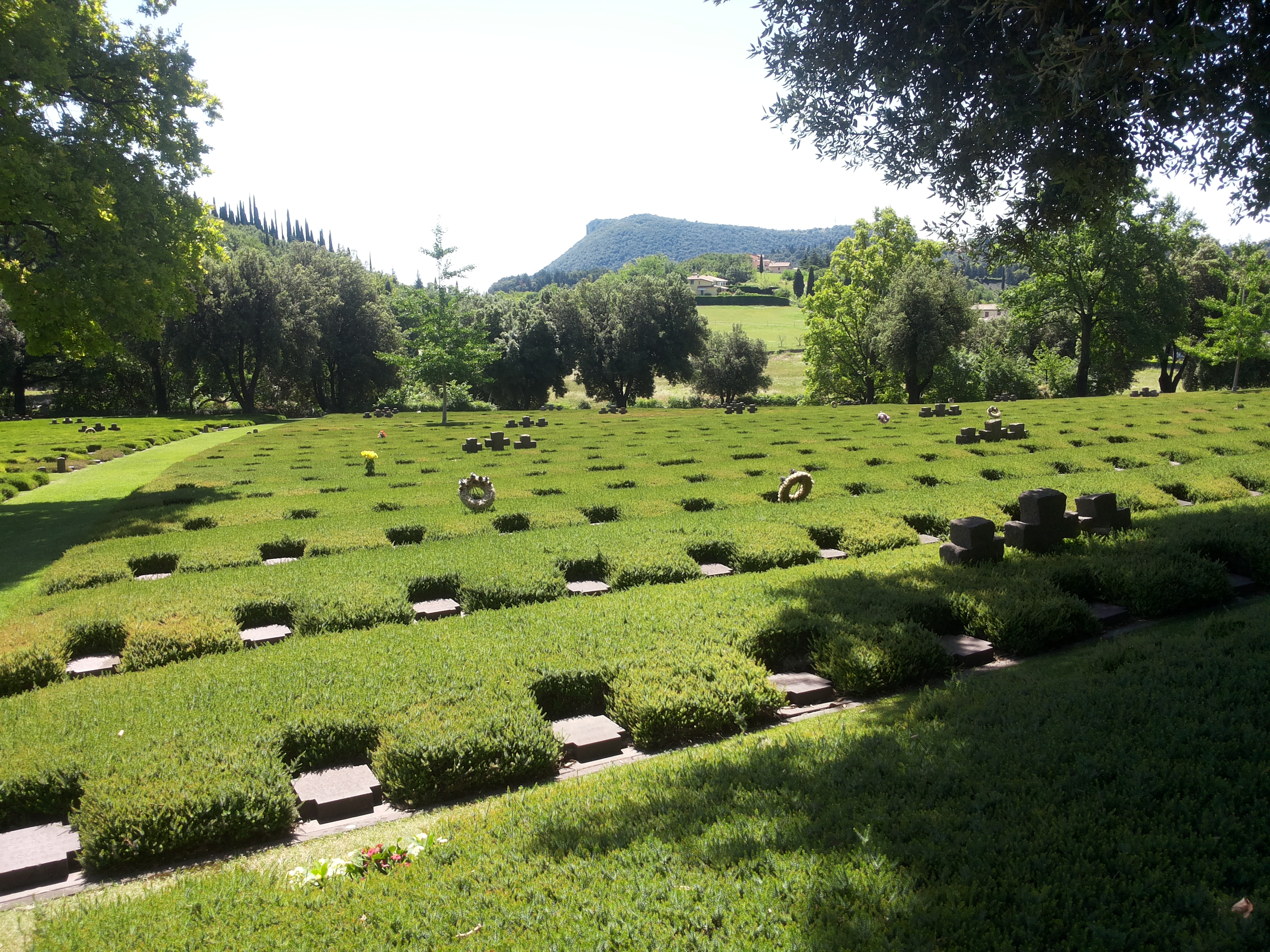
Veduta del cimitero

Il cimitero è composto da quindici settori adornati con erica, risalenti sulla collina. In questo luogo si trova una grande terrazza, l'ingresso e una cappella, contenente una fossa comune. Fino al 2006 essa conteneva 8 volumi in lastre metalliche che recavano incisi i nomi dei Caduti, poi rimossi. A metà del sentiero che dal monumento porta alla sommità del colle vi è una piccola costruzione che funge durante le ricorrenze religiose da sagrestia. Sulla parte anteriore si trova una carta geografica in ceramica dell'Italia settentrionale che indica le province nelle quali furono precedentemente sepolti i caduti per essere poi traslati a Costermano. L'atrio, i gruppi di tre croci e le lapidi a forma di croce sono in Pietra Simona. Nel punto più elevato del cimitero è posta una croce in ferro alta 8 metri, con vista panoramica verso il lago di Garda.

## Criminali nazisti sepolti a Costermano
(Franz Stangl, comandante del campo di sterminio di Sobibór, aprile 1942)

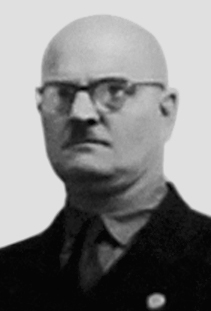
Christian Wirth, "Christian il barbaro"

Tre fra i più efferati criminali nazisti sono collocati a Costermano:
- Christian Wirth: partecipante e quindi comandante del programma di sterminio eugenetico "Aktion T4", primo ideatore delle camere a gas (a monossido di carbonio)[6], comandante del campo di sterminio di Bełżec, riorganizzatore del campo di sterminio di Treblinka, comandante della Risiera di San Sabba (dall'autunno 1943 al maggio 1944), rastrellatore di partigiani ed ebrei a Trieste.
- Franz Reichleitner: Aktion T4, comandante del Campo di sterminio di Sobibór, rastrellatore di partigiani ed ebrei a Fiume.
- Gottfried Schwarz: lager di Dachau, Aktion T4, vice comandante del campo di sterminio di Bełżec, comandante del lager di Majdanek, rastrellatore di partigiani ed ebrei nella provincia di Udine.

Sono inoltre presenti numerosi altri criminali con ruoli minori, tanto nell'Olocausto, quanto nelle stragi naziste in Italia. Fra questi:
- Max Gringers, centro di eutanasia di Hartheim (Aktion T4), campo di sterminio di Bełżec[1]
- Emil Kostenko, partecipante all'Aktion Reinhard[1]
- Alfred Löffler, lager di Majdanek[1]
- Karl Pötzinger, centri di eutanasia di Bernburg e Brandenburg; campi di sterminio di Treblinka e Sobibor[1]
- Karl Richter, centro di eutanasia di Hartheim, Hadamar, Sonnenstein; campi di sterminio di Sobibor e Treblinka[1]
- Christian Schmidt, partecipante all'Aktion Reinhard[1]
- Erich Schulz, centri di eutanasia di Grafeneck, Hadamar, Sonnenstein; campi di sterminio di Sobibor e Treblinka[1]
- Otto Weiss, campo di sterminio di Sobibor[1]
- Johann Schwarzenbacher, formalmente non inquadrato nell'Aktion Reinhard, era assegnato al comando delle SS e della polizia di Lublino agli ordini di Odilo Globočnik (comandante dell'Aktion Rheinhard); comandava una compagnia ucraina di «Trawniki» (dal nome del campo dove venivano addestrati), utilizzati come guardie a Treblinka, Bełżec, Sobibór. Fu poi a Trieste con Christian Wirth.

Fra i vari nomi dei responsabili delle stragi naziste in Italia, alcuni esempi sono:
- Friedrich Schmidkonz, comandante della 3ª Compagnia del battaglione comandato da Walter Reder, parte della 16. SS-Panzergrenadier-Division "Reichsführer-SS" e responsabile delle stragi di Valla, Vinca e Marzabotto[1]
- Sepp Laubichler, SS-Obersturmführer della Reichssicherheitshauptamt in Italia, a Firenze e Forlì, fu quindi poi assegnato al Sicherheitspolizei Kommando "Andorfer" (comandato dall'Obersturmführer Herbert Andorfer), indicato come responsabile di numerosi crimini di guerra, fra cui l'eccidio di Bassano[1]
- Helmut König, membro del battaglione di Walter Reder ed implicato nella strage di Marzabotto: fu ferito a Cadotto, dove avvenne la strage di circa 30 civili[1]
- Alfred Wagner, SS, coinvolto nella strage di Sant'Anna di Stazzema[1]

### Da luogo d'onore a luogo di memoria
La presenza di criminali nazisti a Costermano ha suscitato svariate proteste ed interrogazioni parlamentari.
Nel 2006 nel corso della cerimonia del "Volkstrauertag" (la seconda domenica d'Avvento) e con il pieno accordo della Volksbund Deutsche Kriegsgräberfürsorge, furono rimossi e riportati in Germania gli Ehrenbücher (libri d'onore) che riportavano in ordine alfabetico i nomi dei sepolti, a cui si rendeva indistintamente omaggio.
In loro sostituzione è stata apposta una targa dove si ricordano i crimini di guerra e i crimini contro l'umanità compiuti dal nazismo. Alcuni pannelli nella sala d'entrata offrono una ricostruzione corretta degli eventi del secondo conflitto mondiale, rammentando i crimini nazisti. Il cimitero di Costermano da quel momento non è più un luogo dove si rende «onore» ai caduti, ma «un luogo di memoria e di ammonimento», che ricorda «che bisogna opporsi nello stato iniziale, quando intolleranza, razzismo o ideologie rendono gli esseri umani deboli per accecamento».
Nell'occasione ci fu una manifestazione di protesta di Forza nuova, che intese ugualmente rendere onore a tutti i caduti.